# BTOOOM!
BTOOOM! (Nhật: ブトゥーム! Hepburn: Butūmu!) là một series manga Nhật Bản được viết và minh họa bởi Inoue Jun'ya. Nó đã được phát hành tuần tự trên Weekly Comic Bunch từ 2009 và sau đó trên Monthly Comic Bunch, với 20 tập tankōbon tính đến  năm 2016. BTOOOM! kể về cuộc hành trình của Sakamoto Ryōta, một chàng trai trẻ thất nghiệp và bị cách ly với cuộc sống, là một trong những người chơi hàng đầu thế giới trong video game. Sau khi Ryōta bị chỉ định để tham gia chế độ đời thực của game, anh bị kẹt bên trong trò chơi và gặp Himiko, người là vợ trong game của anh. Với sự giúp đỡ của những người bạn cùng chơi, Ryōta và Himiko phải tìm đường để trở lại thế giới thực.
Phiên bản anime giới thiệu 50 tập đầu của manga được sản xuất bởi Madhouse và được sản xuất ở Nhật Bản ở Tokyo MX từ 4 tháng 10 tới 20 tháng 12 năm 2012 và được chiếu trực tiếp với thuyết minh tiếng Anh bởi Crunchyroll. Phiên bản manga đã được cấp phép cho sản xuất bằng tiếng Anh ở Bắc Mỹ bởi Yen Press. Anime được cấp phép bởi Sentai Filmworks để sản xuất bằng tiếng Anh ở Bắc Mỹ.

## Tóm tắt
Sakamoto Ryōta là một thanh niên thất nghiệp 22 tuổi, sống với mẹ của anh Yukie. Anh là một trong những người chơi giỏi nhất thế giới trong video game chiến đấu BTOOOM!. Một ngày, anh tỉnh dậy ở một hòn đảo nhiệt đới, mặc dù không nhớ bằng cách nào và vì sao anh bị chuyển đến đây. Khi di chuyển xung quanh, Ryōta nhìn thấy người và gọi trợ giúp. Người lạ đáp lại bằng cách ném quả bom vào người anh ta. Ryōta sớm nhận ra rằng cuộc sống của anh ta đang gặp nguy hiểm và bằng cách nào đó anh đã bị kẹt lại ở một phiên bản đời thực của tựa game yêu thích của mình. Trong game Ryōta gặp Himiko, cũng là một người chơi BTOOOM! và là vợ trong game của Ryōta.

## Nhân vật

### Nhân vật chính
Sakamoto Ryōta (坂本 竜太)
Lồng tiếng bởi: Hongō Kanata
Ryōta là nhân vật nam chính của series, hiện 22 tuổi. Anh là một người chơi bốn sao của trò chơi điện tử BTOOOM!, là người được chỉ định bởi mẹ của anh để tham gia BTOOOM! phiên bản đời thực. Vài năm trước series bây giờ, Ryōta thường tỏ ra khiếm nhã và xa cách với mẹ của anh, vì mẹ anh cố gắng để bắt anh có công việc ổn định. Khi anh có ý định làm việc tại Tyrannos Japan, một công ty của các nhà làm game đã phát triển ra BTOOOM!, anh nghĩ rằng sự lo lắng của mẹ mình là không cần thiết. Anh cũng có vấn đề về mối quan hệ với cha dượng của mình, thường tỏ ra không tôn trọng. Trước khi biết rằng Himiko là vợ trong game của mình, anh đã có tình cảm dành cho cô, và sau khi biết được sự thật, họ hứa sẽ tìm đường về nhà và trở thành một cặp ở thế giới thực.
Himiko (ヒミコ) / Emilia (エミリア Emiria)
Lồng tiếng bởi: Mimori Suzuko
Himiko là nhân vật nữ chính của series, 15 tuổi. Tên thật của cô là Emilia. Cô là một học sinh trung học đồng thời là một người chơi BTOOOM! và là vợ trong game của Ryōta, mặc dù lúc đầu họ không để ý điều này. Cô có tình cảm với Ryōta và kết hôn với anh trong thế giới ảo BTOOOM!. Vài năm trước series bây giờ, cô kết bạn với Yoshioka và ban nhạc của anh ta, được biết đến và nổi tiếng với các cô gái ở trường trung học. Bạn của cô gồm Miho, Arisa và Yuki chấp nhận lời mời của cô là gặp nhau tại căn hộ của ban nhạc sau giờ học. Himiko về căn hộ của mình để lấy đồ ăn vặt. Tuy nhiên, khi chứng kiến bạn của mình bị hãm hiếp, cô tấn công Yoshioka và chạy thoát. Cuối cùng, cô bị chỉ định bởi bạn học của mình để tham gia trò chơi. Khi gặp Ryōta ngoài đời thực và khám phá ra sự thật về anh, Himiko đã có thể thoát khỏi nỗi sợ đàn ông của mình. Sau khi cả hai thổ lộ tình cảm của mình, họ hứa sẽ cùng nhau trở về nhà và trở thành một cặp đôi ở thế giới thực.

### Các đối thủ
Kira Kōsuke (吉良 康介)
Lồng tiếng bởi: Sawashiro Miyuki
Kira Kōsuke là một người chơi BTOOOM!. Cậu ta là một người chơi ba sao trong thế giới BTOOOM!. Cậu là con trai của Kira Yoshihisa và bị buộc tội đã ám sát và hãm hiếp ba phụ nữ ở độ tuổi 14. Ở phiên bản đời thực của BTOOOM!, cậu có một bản tính tàn ác và không ngần ngại giết người khác vì bị lăng mạ bởi bố mình.
Miyamoto Masashi (宮本 雅志)
Lồng tiếng bởi: Kuroda Takaya
Masashi từng là một người chơi BTOOOM! và một người lính. Lúc đầu anh không có chủ định giết người nhưng sau khi biết rằng giết chóc là cách duy nhất để tồn tại, anh trở thành một trong những đối thủ đáng gờm nhất. Cách chiến đấu của anh phụ thuộc vào dao và bản năng thay vì những vũ khí được cung cấp như BIM và ra đa.
Oda Nobutaka (織田 信隆)
Lồng tiếng bởi: Nakamura Yūichi
Oda được miêu tả là một trong những người chơi BTOOOM! nguy hiểm nhất. Anh từng là bạn thân của Ryōta ở trung học, họ thường đi chơi với nhau. Tình bạn của họ tan vỡ sau khi Oda quan hệ tình dục với cô gái mà Ryōta thích. Khi còn đi học, anh là một người có tính cạnh ranh, giỏi ở mọi việc, học hành hay thể thao, cực kì nổi tiếng cả với con trai lẫn con gái và dường như luôn vui vẻ. Anh bỏ học và trở thành chủ một câu lạc bộ, nhưng lý do bị chỉ định vẫn là một bí ẩn. Anh bắt gặp Ryōta khi họ đang cố lấy đồ ăn tiếp tế và không mất nhiều thời gian để họ nhận ra nhau.
Date Masahito (伊達 雅仁)
Lồng tiếng bởi: Narita Ken
Masahito từng là một bác sĩ làm việc ở cùng bệnh viện với Murasaki Shiki. Anh từng bị kiện tụng vì dùng sai thuốc ở bệnh viện và, sau khi nhận ra rằng Murasaki sẵn sàng bao che cho anh vì cô tôn trọng anh, anh dùng cô như vật thế thân để bảo vệ sai lầm của mình. Sau khi trốn thoát khỏi BTOOOM! thực lần trước, Masahito lại bị chỉ định một lần nữa để tham gia trò chơi. Sau ba ngày đi một mình, anh gặp Taira và chữa trị vết thương cho ông, từ đó nhận được niềm tin từ Ryōta và Himiko. Sau đó, Himiko bắt đầu không tin tưởng anh vì lượng kiến thức của anh về trò chơi. Khi họ đi lấy thuốc tiếp tế, anh cố để giết Ryōta nhưng thất bại và bị thương nặng.

## Các chuyển thể

### Manga
Inoue Jun'ya bắt đầu xuất bản BTOOOM! trên Weekly Comic Bunch với nhà xuất bản Shinchosha vào 2009. Năm bộ manga được di chuyển tới tạp chí Monthly Comic @ Bunch mới, bắt đầu từ 21 tháng 1 năm 2011, sau khi Weekly Comic Bunch dừng việc xuất bản vào 27 tháng 8 năm 2010. Đã có thông báo ở lần xuất bản tháng 5 của Monthly Comic @ Bunch, phát hành vào 20 tháng 3, bộ manga sẽ bắt đầu câu chuyện cuối cùng trong xuất bản tháng 6, phát hành vào 21 tháng 4 năm 2014.
Series được phát hành dưới dạng tankōbon bởi Shinchosha, và đã được cấp phép phát hành ở Bắc Mỹ bởi Yen Press, và bắt đầu phát hành nó vào mùa xuân 2013.

#### Danh sách tập truyện
Series đã có được 20 tập tankōbon tính đến tháng 5 năm 2016. 13 tập đã được xuất bản bằng tiếng Anh, với tập 14 sẽ được xuất bản vào tháng 6 năm 2016.
| #  | Phát hành Tiếng Nhật | Phát hành Tiếng Nhật | Phát hành en         | Phát hành en      |
| #  | Ngày phát hành       | ISBN                 | Ngày phát hành       | ISBN              |
| -- | -------------------- | -------------------- | -------------------- | ----------------- |
| 1  | 9 tháng 10 năm 2009  | 978-4-10-771516-6    | 26 tháng 2 năm 2013  | 978-0-316-23267-8 |
| 2  | 9 tháng 1 năm 2010   | 978-4-10-771537-1    | 28 tháng 5 năm 2013  | 978-0-316-24534-0 |
| 3  | 8 tháng 5 năm 2010   | 978-4-10-771563-0    | 20 tháng 8 năm 2013  | 978-0-316-24535-7 |
| 4  | 9 tháng 10 năm 2010  | 978-4-10-771593-7    | 19 tháng 11 năm 2013 | 978-0-316-24536-4 |
| 5  | 9 tháng 6 năm 2011   | 978-4-10-771622-4    | 18 tháng 2 năm 2014  | 978-0-316-24542-5 |
| 6  | 9 tháng 9 năm 2011   | 978-4-10-771633-0    | 27 tháng 5 năm 2014  | 978-0-316-24543-2 |
| 7  | 7 tháng 1 năm 2012   | 978-4-10-771647-7    | 26 tháng 8 năm 2014  | 978-0-316-24544-9 |
| 8  | 8 tháng 6 năm 2012   | 978-4-10-771665-1    | 18 tháng 11 năm 2014 | 978-0-316-33623-9 |
| 9  | 7 tháng 9 năm 2012   | 978-4-10-771680-4    | 24 tháng 2 năm 2015  | 978-0-316-33625-3 |
| 10 | 9 tháng 1 năm 2013   | 978-4-10-771693-4    | 19 tháng 5 năm 2015  | 978-0-316-38047-8 |
| 11 | 9 tháng 5 năm 2013   | 978-4-10-771708-5    | 18 tháng 8 năm 2015  | 978-0-316-25885-2 |
| 12 | 9 tháng 9 năm 2013   | 978-4-10-771718-4    | 17 tháng 11 năm 2015 | 978-0-316-33957-5 |
| 13 | 9 tháng 1 năm 2014   | 978-4-10-771733-7    | 23 tháng 2 năm 2016  | 978-0-316-33966-7 |
| 14 | 9 tháng 5 năm 2014   | 978-4-10-771746-7    | 19 tháng 7 năm 2016  | 978-0-316-27059-5 |
| 15 | 9 tháng 9 năm 2014   | 978-4-10-771773-3    | 15 tháng 11 năm 2016 | 978-0-316-50281-8 |
| 16 | 9 tháng 1 năm 2015   | 978-4-10-771794-8    | 21 tháng 2 năm 2017  | 978-0-316-50283-2 |
| 17 | 9 tháng 5 năm 2015   | 978-4-10-771819-8    | —                    | —                 |
| 18 | 9 tháng 9 năm 2015   | 978-4-10-771843-3    | —                    | —                 |
| 19 | 9, tháng 1 năm 2016  | 978-4-10-771871-6    | —                    | —                 |
| 20 | 9 tháng 5 năm 2016   | 978-4-10-771895-2    | —                    | —                 |

### Anime
Vào tháng 6 năm 2012, đã có thông báo rằng phiên bản manga sẽ được chuyển thể thành series anime TV bởi Madhouse. Series gồm 12 tập phát sóng tại Nhật Bản trên kênh Tokyo MX từ 4 tháng 10 tới 20 tháng 12 năm 2012 và được truyền hình trực tiếp với phụ đề bởi Crunchyroll ở Bắc Mỹ, Vương quốc Anh, Ireland, Úc, New Zealand, Scandinavia, Hà Lan và Nam Phi. Anime đã được cấp phép cho bản thu đĩa vào năm 2013 ở Bắc Mỹ bởi Sentai Filmworks. Nhạc nền mở đầu là "No pain, No game" bởi Nano và nhạc nền kết thúc là "Aozora" (アオゾラ) bởi May'n. Phiên bản anime giới thiệu 50 chap đầu của manga, thứ vẫn còn tiếp diễn.